# سالومي كامر
سالومي كامر (بالألمانية: Salome Kammer)‏ هي مؤدية ومغنية وممثلة ألمانية، ولدت في 17 يناير 1959 في ألمانيا. من الجوائز التي نالتها Schneider-Schott Music Prize ‏ سنة 2003.

## أعمال

### أفلام
- (2009) رؤية - من حياة هايدغارد من بنجن[7]

## جوائز
- Schneider-Schott Music Prize [الإنجليزية]‏ (2003)

## وصلات خارجية
- سالومي كامر على موقع IMDb (الإنجليزية)
- سالومي كامر على موقع ألو سيني (الفرنسية)
- سالومي كامر على موقع ميوزك برينز (الإنجليزية)
- سالومي كامر على موقع أول موفي (الإنجليزية)
- سالومي كامر على موقع أول ميوزيك (الإنجليزية)
- سالومي كامر على موقع ديسكوغز (الإنجليزية)
- سالومي كامر على موقع قاعدة بيانات الفيلم (الإنجليزية)
- سالومي كامر على موقع كينوبويسك (الروسية)